# S/S Öland (1883)
S/S Öland var ett svenskt postångfartyg som byggdes 1883 av Bergsunds Mekaniska Verkstad i Stockholm för Kungliga  Generaltullstyrelsen för trafik mellan fastlandet och Öland. Hon sattes från början in på rutterna Kalmar - Färjestaden och Kalmar - Stora Rör –  Borgholm.
Efter det att Ölands järnvägar tagits i bruk i början av 1900-talet, upphörde trafiken på Stora Rör och Borgholm. 
S/S Öland var segelriggad, med gaffelsegel på två master. Hon byggdes om 1898 och fick då en isbrytarstäv, en ny ångpanna och en ny ångmaskin. År 1931 ersattes hon av S/S Öland (1931). Hon såldes 1935 till Kungliga Marinstyrelsen och sänktes som artilleriskjutmål i Danziger gatt i Stockholms skärgård.